# Miguel Ángel Hurtado
Miguel Ángel Hurtado Suárez (Santa Cruz de la Sierra, 4 de julho de 1985) é um futebolista profissional boliviano que atua como zagueiro, atualmente defende o Blooming.

## Carreira
Miguel Ángel Hurtado se profissionalizou no La Paz FC.

## Seleção
Miguel Ángel Hurtado integrou a Seleção Boliviana de Futebol na Copa América de 2015.